# 1982 في البرتغال
فيما يلي قوائم الأحداث التي وقعت خلال عام 1982 في البرتغال.

## سياسة

### تعيين في المنصب
- 12 يونيو – مارسيلو ريبيلو دي سوزا Minister of Parliamentary Affairs ‏.
- 12 يونيو – مارسيلو ريبيلو دي سوزا Minister of Parliamentary Affairs ‏.

## مواليد

### يناير
- 29 يناير – ماورو ألميدا لاعب كرة قدم برتغالي.
- 30 يناير – داني باوتيستا لاعب كرة قدم برتغالي.
- 30 يناير – نونو فونسيكا لاعب كرة قدم برتغالي.

### فبراير
- 5 فبراير – ريكاردو بيسوا لاعب كرة قدم برتغالي.
- 11 فبراير – جواو أفونسو لاعب كرة قدم برتغالي.
- 24 فبراير – هوغو لوزاردي لاعب كرة قدم برتغالي.

### مارس
- 3 مارس – كارلوس كارنيرو لاعب كرة يد برتغالي.
- 13 مارس – ريتا بيريرا عارضة برتغالية.
- 19 مارس – ميغال فيدالغو لاعب كرة قدم برتغالي.
- 19 مارس – نونو بيلوتو لاعب كرة قدم برتغالي.
- 20 مارس – خوسيه موريرا لاعب كرة قدم برتغالي.

### أبريل
- 1 أبريل – فيرا لوبيز لاعبة كرة يد برتغالية.
- 5 أبريل – فريدريكو فيليبي تيكسيرا ريبيرو لاعب كرة قدم برتغالي.
- 12 أبريل – هوغو موريرا لاعب كرة قدم برتغالي.
- 15 أبريل – كارلوس أندريه لاعب كرة قدم برتغالي.
- 29 أبريل – كارلوس مارتينز لاعب كرة قدم برتغالي.

### مايو
- 1 مايو – بيتو لاعب كرة قدم برتغالي من مواليد 1982.
- 15 مايو – أليساندرو سيلفا بيريرا لاعب كرة قدم برازيلي.
- 21 مايو – جايمي ميغال ليناراس لاعب كرة قدم أنغولي.
- 26 مايو – نيلسون فيريرا لاعب كرة قدم برتغالي.

### يونيو
- 5 يونيو – فريدريكا بيدادي لاعبة كرة مضرب برتغالية.
- 12 يونيو – لويس بينتو لاعب كرة قدم برتغالي.
- 20 يونيو – جواو بيدرو بينتو مارتينز لاعب كرة قدم برتغالي.
- 22 يونيو – سورايا شافيز

### يوليو
- 4 يوليو – هوغو ماتشادو لاعب كرة قدم برتغالي.
- 7 يوليو – إدينيو لاعب كرة قدم برتغالي.

### أغسطس
- 2 أغسطس – هيلدر بوستيغا لاعب كرة قدم برتغالي.
- 5 أغسطس – برونو مانويل رودريغيز سيلفا لاعب كرة قدم برتغالي.

### سبتمبر
- 19 سبتمبر – إدواردو كارفاليو لاعب كرة قدم برتغالي.

### أكتوبر
- 5 أكتوبر – فيكتور موريرا لاعب كرة قدم أندوري.
- 9 أكتوبر – بيلشيور لاعب كرة قدم برتغالي.
- 16 أكتوبر – هوغو سواريس لاعب كرة قدم برتغالي.
- 23 أكتوبر – أنا دولس فيليكس
- 24 أكتوبر – ريكاردو أندريه لاعب كرة قدم برتغالي.

### نوفمبر
- 18 نوفمبر – ريكاردو روخا لاعب كرة قدم برتغالي.

### ديسمبر
- 5 ديسمبر – ساندرو كونا لاعب كرة قدم برتغالي.

## وفيات

### أغسطس
- 22 أغسطس – آرثر دوارتي (مواليد 1895)